# Sacrilegi
Sacrilegi és un acte o discurs que representa una falta de respecte per aquells objectes, persones o símbols que altres consideren sagrats. S'anomena sacríleg a qui el comet, i si el seu acte constitueix un crim deliberat contra un objecte sagrat, se sol parlar de profanació.